# Esperanza (Masbate)
Esperanza è una municipalità di quinta classe delle Filippine, situata nella Provincia di Masbate, nella Regione di Bicol.
Esperanza è formata da 20 baranggay:
- Agoho
- Almero
- Baras
- Domorog
- Guadalupe
- Iligan
- Labangtaytay
- Labrador
- Libertad
- Magsaysay
- Masbaranon
- Poblacion
- Potingbato
- Rizal
- San Roque
- Santiago
- Sorosimbajan
- Tawad
- Tunga
- Villa